# أف أم أو (هولندا)
أف أم أو ( الهولندية: Nederlandse Financierings-Maatschappij voor Ontwikkelingslanden N.V. بنك التنمية الهولندي (FMO) هو بنك تنمية هولندي، مُهيكل كمؤسسة مالية دولية ثنائية من القطاع الخاص، ومقره لاهاي ، هولندا . يدير البنك، من بين أمور أخرى، أموالًا لوزارتي الخارجية والشؤون الاقتصادية في الحكومة الهولندية، بهدف تعظيم الأثر التنموي لاستثمارات القطاع الخاص. وهو مرخص كبنك ، ويخضع لإشراف البنك المركزي الهولندي .
تمتلك الحكومة الهولندية 51% من أسهم أف أم أو، إلا أنها تعمل كشركة تجارية. وبفضل علاقتها بالحكومة الهولندية، يتمتع أف أم أو بالقدرة على تحمل مخاطر لا يستطيع الممولون التجاريون تحملها أو لا يكونون مستعدين لذلك. حصلت أف أم أو على تصنيف AAA من ستاندرد آند بورز.  ديسمبر 2017 م. بلغ إجمالي قيمة أصول البنك 8.32 مليار يورو (9.67 مليار دولار أمريكي)، وبلغت حقوق المساهمين 2.83 مليار يورو (3.29 مليار دولار أمريكي).
تتمثل مهمة أف أم أو في توفير رأس مال طويل الأجل للمشاريع في البلدان التي لا يجرؤ المستثمرون التجاريون على الاستثمار فيها بعد. تستثمر الشركة رأس مال المخاطر في الشركات والمؤسسات المالية في البلدان النامية، ولديها سياسة صارمة لتعظيم أثر التنمية من خلال منهجية مصممة لضمان أن يكون عائد استثمار أف أم أو ليس ماليًا فحسب، بل له أيضًا آثار بيئية واجتماعية إيجابية . تشمل استثماراتها حتى الآن شركة يوكو  والصندوق العالمي للطبيعة ومنظمات غير حكومية أخرى في القطاع الزراعي في باراغواي.

## أنظر أيضاً
- ًبنك داتش-بنجلادش
- قائمة البنوك في هولندا
- الشركة البلجيكية للاستثمار في البلدان النامية
- مؤسسة الاستثمار الألمانية
- الوكالة الدنماركية للتنمية الدولية
- الوكالة الفرنسية للتنمية